# Maria Giuseppina Catanea
Giuseppina Catanea, OCD, řeholním jménem Maria Giuseppina od Ježíše Ukřižovaného (18. února 1894, Neapol – 14. března 1948, tamtéž) byla italská římskokatolická řeholnice Řádu bosých karmelitek. Katolická církev ji uctívá jako blahoslavenou.

## Život
Narodila se dne 18. února 1894 v Neapoli šlechtickým rodičům Francescovi Cataneamu a Concettě Grimaldi. Její rodiče a další příbuzní ji často přezdívali „Pinella“. V dětství projevovala touhu po službě chudým. Měla velkou oddanost k Eucharistii a Nejsvětější Matce a často se modlila růženec. Pocítila povolání k řeholnímu životu a dne 10. března 1918 se i přes počáteční odpor rodičů vstoupila v Neapoli do komunity Řádu bosých karmelitek.
Roku 1912 se se u ní poté, co se nakazila tuberkulózou začala projevovat angina pectoris, kvůli čemuž byla upoutána na invalidní vozík. Dne 26. června 1922 se však zázračně uzdravila, což připisovala přímluvě sv. Františka Xaverského, který se jí měl zjevit ve snu. Roku 1932 byla její komunita papežem Pia XI. uznána a povýšena na legitimní klášter. Poté přijala karmelitánský řeholní hábit a dne 6. srpna 1932 řeholní jméno Maria Giuseppina od Ježíše Ukřižovaného.
Roku 1934 ji neapolský arcibiskup Alessio Ascalesi jmenoval podpřevorkou a roku 1945 nastoupila na funkci vikářky. Dne 29. září 1945 byla zvolena převorkou své komunity, kterýž úřad zastávala až do své smrti.
Roku 1943 začala trpět potížemi se zrakem a bolestivou roztroušenou sklerózou, pročež byla ve svých padesáti letech upoutána na invalidní vozík. V té době sepsala na příkaz svého zpovědníka svůj životopis. Zemřela dne 14. března 1948 v Neapoli a 27. března téhož roku se konal její pohřeb. Pohřbena je v kostele sv. Terezy a Josefa v Neapoli.

## Úcta
Její beatifikační proces započal dne 5. dubna 1976, čímž obdržela titul služebnice Boží. Dne 3. ledna 1987 ji papež sv. Jan Pavel II. podepsáním dekretu o jejích hrdinských ctnostech prohlásil za ctihodnou. Dne 17. prosince 2007 byl uznán zázrak na její přímluvu, potřebný pro její blahořečení.
Blahořečena pak byla dne 1. června 2008 v katedrále Nanebevzetí Panny Marie v Neapoli. Obřadu předsedal jménem papeže Benedikta XVI. kardinál Crescenzio Sepe.
Její památka je připomínána 26. června. Bývá zobrazována v řeholním oděvu.